# Guatteria gracilipes
Guatteria gracilipes este o specie de plante angiosperme din genul Guatteria, familia Annonaceae, descrisă de Robert Elias Fries. Conform Catalogue of Life specia Guatteria gracilipes nu are subspecii cunoscute.